# Frickley Athletic FC
Frickley Athletic Football Club is een Engelse voetbalclub uit South Elmsall, die uitkomt uit in de Northern Premier League Division One South. De club werd in 1910 opgericht als Frickley Colliery Football Club en heeft Westfield Lane als thuishaven. In dit kleine stadion kunnen 2.087 toeschouwers plaatsnemen.